# Janowice (gmina Sompolno)
Janowice – wieś sołecka w Polsce położona w województwie wielkopolskim, w powiecie konińskim, w gminie Sompolno. Ulokowana jest na południowej stronie jeziora Mąkolno. 
| SIMC    | Nazwa                | Rodzaj    |
| ------- | -------------------- | --------- |
| 0295403 | Smólniki Mostkowskie | część wsi |
| 0295410 | Zdrojki              | część wsi |

W latach 1975–1998 miejscowość należała administracyjnie do województwa konińskiego. Według danych z roku 2009 liczyła 31 mieszkańców.
Mieszkańcy Janowic wyznania katolickiego przynależą do parafii św. Andrzeja Apostoła w Mąkolnie.